# Måsøy museum
Måsøy museum i fiskeläget Havøysund i Måsøy kommun i Finnmark fylke i Norge är ett norskt lokalhistoriskt museum och arbetslivsmuseum, som visar redskap och tekniska hjälpmedel inom fiskenäringen under 1900-talet. Det ingår numera i det 2006 organiserade Museene for kystkultur og gjenreisning i Finnmark.
Måsøy museum ligger i en byggnad som uppfördes som prästbostad 1950. Fastigheten, som typisk för prästbostäder i Finnmark, är i två våningar, rödfärgad och lokaliserad i omedelbar närhet till kyrkan.
Museet visar bland annat ett vardagsrum och kök från 1920- och 1930-talen, en skolsal och verkstäder.  